# Fjärde åldern (åldrande)
Den fjärde åldern är en term inom gerontologin och står för den sista perioden i en människas liv. 
Denna tid präglas av högre grad av sjuklighet samt nedsatt fysisk och psykisk förmåga. Man klarar sig inte själv, utan är beroende av hjälp från andra. Det går inte att ange någon exakt biologisk ålder för den fjärde åldern utan skiljer sig från den tredje åldern genom de begränsningar hälsan sätter för möjligheterna att leva ett oberoende liv och göra det man vill.